# Ljudmila Markowna Gurtschenko

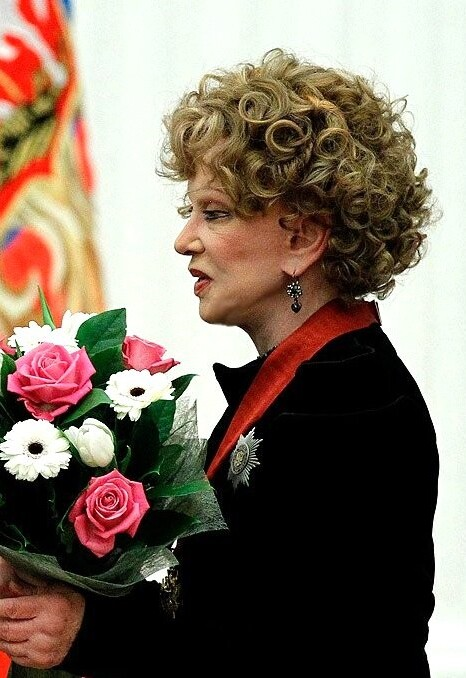
Ljudmila Gurtschenko (2010)

Ljudmila Markowna Gurtschenko (auch Ludmilla Gurtschenko, russisch Людмила Марковна Гурченко, ukrainisch Людмила Марківна Гурченко Lyudmyla Markivna Hurchenko; * 12. November 1935 in Charkow, Ukrainische SSR; † 30. März 2011 in Moskau) war eine sowjetische und russische Schauspielerin und Estrada-Sängerin ukrainischer Herkunft.

## Biografie
Gurtschenko verbrachte ihre Kindheit in der Ukraine, wo sie von 1941 bis 1943 die Zeit der deutschen Besatzung erlebte. 1944 wurde sie in die Beethoven-Musikschule in Charkow aufgenommen. Nach ihrem Schulabschluss im Jahre 1953 zog sie nach Moskau und studierte am WGIK (russ. ВГИК) in der Meisterklasse von Sergei Gerassimow und Tamara Makarowa, wo sie 1958 ihren Schauspielabschluss erlangte. 1963 erhielt sie ein Engagement am Sowremennik-Theater in Moskau, danach am Theater der Filmschauspieler. Sie trat in ernsten Stücken wie Stendhals Rot und Schwarz auf, spielte aber auch in dem Musical Kiss Me, Kate.
Während ihres Studiums trat sie ab 1956 in musikalischen Filmkomödien auf. Mit Eldar Rjasanows Regiedebüt Nun schlägt’s 13 (1956) und Alexander Fainzimmers Das Mädchen mit der Gitarre (1958) wurde sie in der Sowjetunion bekannt. Parallel zu ihrer Karriere als Schauspielerin entwickelte sich Gurtschenko zu einer Interpretin von russischen Chansons und Schlagern sowie eigenen Liedern. Aufgrund ihrer Beliebtheit war sie häufig auf Tournee als Schauspielerin und Sängerin.
In den 1970er Jahren wandte sie sich verstärkt realistischen Gegenwartsdramen zu. Zu ihren wichtigsten Rollen dieser Zeit gehören die einer Fabrikleiterin in Wiktor Tregubowitschs Alte Wände (1974), die mit ihrem Frausein in Beruf und Privatleben zurechtkommen muss, sowie die weibliche Hauptrolle in Sibiriade (1979) von Andrei Michalkow-Kontschalowski. Zu einem ihrer größten Kinoerfolge wurde 1982 der auch in Deutschland bekannte Film Bahnhof für zwei, ebenfalls in der Regie von Rjasanow. An der Seite von Oleg Bassilaschwili verkörperte Gurtschenko die Bahnhofskellnerin Vera in einer nicht alltäglichen Liebesgeschichte, die gleichzeitig mutige, aber auch liebenswürdige Kritik an den obskuren Zuständen der sowjetischen Gesellschaft übt. Für diese Rolle erhielt sie 1983 den Leserpreis der Zeitschrift „Sowjetski ekran“ als beste Schauspielerin und den Darstellerpreis auf dem Allunionsfilmfestival. Im selben Jahr wurde sie mit dem Titel Volkskünstler der UdSSR ausgezeichnet.
1982 erschien Gurtschenkos erste Biografie „Моё взрослое детство“ (Meine erwachsene Kindheit), der noch 1985 „Аплодисменты“ (Applaus) und 2003 ein weiteres Buch folgten.
Als Sängerin absolvierte Gurtschenko nicht nur regelmäßige Auftritte, sondern hat auch mehrere Alben veröffentlicht. Als eigentliche Liebhaberin des Jazz sah sie sich aber nicht unbedingt einer bestimmten Musikrichtung verpflichtet, sondern verlieh mit ihrem markanten, eigenen Gesangsstil den verschiedenen Sparten ihr besonderes künstlerisches Profil. Bemerkenswert war ihre in den letzten Jahren festzustellende Entwicklung hin zur stilvollen Popmusik. Ein Meilenstein waren ihre Duette und Auftritte mit Boris Moissejew, beispielsweise der Titel Petersburg-Leningrad, der auf ihrem Album „Жизнь как дым...“ (dt. „Leben wie Rauch…“) (2004) zu hören ist. Neben dieser Komposition von Kim Breitburg finden sich auf der gleichen CD auch Interpretationen von russischen und internationalen Klassikern aus verschiedenen Musikrichtungen, aber auch ein Lied von Wladimir Semjonowitsch Wyssozki und eine eigene Komposition. Ein Eindruck der gesanglichen Interpretationskunst Gurtschenkos liefert der bei YouTube zu findende Titel Молитва (dt. „Gebet“) vom gleichen Album.
Gurtschenko war sechsmal verheiratet und hatte eine 1959 geborene Tochter aus zweiter Ehe. Ihr vierter Ehemann war der sowjetische Sänger Iossif Kobson.

## Diskografie

### Alben (Auswahl)
- 1979: Бенефис Людмилы Гурченко
- 1983: Любимые Песни
- 1984: Песни Военных Лет
- 1992: Да, Не Верится!..
- 1994: Люблю
- 1995: Хорошее Настроение
- 1996: Что Знает О Любви Любовь
- 2000: Прощай, Двадцатый
- 2001: Мадлен, спокойно!
- 2004: Жизнь Как Дым...
- 2005: Грустная Пластинка
- 2009: Чувство Новизны
- 2009: Музыка К Фильму "Пёстрые Сумерки"
- 2010: Мое Взрослое Детство

### Singles (Auswahl)
- 1995: Пять Минут
- 2004: Петербург-Ленинград (mit Boris Moissejew)

## Filmografie (Auswahl)
- 1956: Nun schlägt’s 13! (Карнавальная ночь)[2]
- 1956: Weg der Wahrheit (Дорога правды)
- 1958: Das Mädchen mit der Gitarre (Девушка с гитарой)
- 1958: Das Geschenk des Zigeuners (Трудное счастье)
- 1964: Fahrradbändiger (Jalgrattataltsutajad)
- 1965: Wer heiratet wen? (Женитьба Бальзаминова)
- 1970: Weiße Explosion (Белый взрыв)
- 1971: Einer von uns (Один из нас)
- 1971: Der gemeinsame Weg (Дорога на Рюбецаль)
- 1973: Die Datsche (Дача)
- 1974: Alte Wände (Старые стены)
- 1975: Aus dem Tagebuch eines Schuldirektors (Дневник директора школы)
- 1976: Ein Schritt entgegen (Шаг навстречу)
- 1976: Himmelsschwalben (Небесные ласточки)
- 1976: Vom Wolf und den pfiffigen Geißlein (Ma-ma)
- 1977: Zwanzig Tage ohne Krieg (Двадцать дней без войны)
- 1977: Ein sentimentaler Roman/Mit 17 ist man noch jung (Сентиментальный роман)
- 1978: Ein schöner Mann (Красавец-мужчина)
- 1978: Rückkopplung (Обратная связь)
- 1979: Fünf Abende (Пять вечеров)
- 1979: Sibiriade (Сибириада)
- 1981: In besonders wichtigem Auftrag (Особо важное задание)
- 1981: Urlaub auf eigene Rechnung (Отпуск за свой счёт)
- 1982: Warten vor dem Standesamt (Любимая женщина механика Гаврилова)
- 1982: Tagträumer (Полёты во сне и наяву)
- 1983: Bahnhof für zwei (Вокзал для двоих)
- 1983: Das Rezept ihrer Jugend (Рецепт её молодости)
- 1984: Der Kurschatten (Любовь и голуби)
- 1985: Applaus, Applaus... (Аплодисменты, аплодисменты…)